# Szircs
Szircs (más néven Szirács, horvátul: Sirač) falu és község Horvátországban Belovár-Bilogora megyében.

## Fekvése
Daruvártól légvonalban 7, közúton 9 km-re délre a Bijela völgyében fekszik ott, ahol a patak kilép a Papuk és a Ravna gora hegyei közül és a Želnjak-patak beleömlik. A község területe nagyrészt erdőkben és vizekben gazdag hegyvidék.

## A község települései
Közigazgatásilag Barica, Béla, Donji Borki, Gornji Borki, Kip, Miljanovac, Pakrani, Šibovac és Szircs települések tartoznak hozzá.

## Története
Szircs területe mely erdőkben, vizekben és építésre alkalmas kőben rendkívül gazdag már ősidők óta vonzotta az embert az itteni letelepedésre. Egy kisebb római pénzlelet alapján feltételezhető, hogy területe már az ókorban is lakott volt. Felső-Pannónia tartomány Aquae Balissae nevű városának territóriumához tartozott, mely később Municipium Iasorum néven municipiumi rangot kapott és központja a mai Daruvár városának helyén állt.
Szircs neve 1234-ben bukkan fel először az írásos forrásokban „Syrionuk” alakban, mint az akkori Toplica uradalmához tartozó földbirtok. A 14. századtól a Tibold nembeli Szencsei család birtoka volt. 1343-ban „possessio Zirch” néven említik. 1389-től Zsigmond király adományából a szentléleki Kasztellánfi (Kastelanović) család birtoka, majd újra a Tibold nemzetségé. A Szentséges Szűz tiszteletére szentelt plébániatemplomát a Zágrábi egyházmegye tizedjegyzékében 1334-ben említik először „Item beate virginis de Zirch” alakban. 1501-ben Mihály nevű plébánosát és káplánját is megemlítik („Michael plebanus beate virginis in Zyrch. Habet I capellanum.”).
Szircs egykori vára 13. századi eredetű. Valószínűleg a Tibold nemzetség építtette, de csak 1423-tól említik, amikor Kasztellánfiaké volt. Kasztellánfi Gáspár 1430-ban kapott engedélyt a szircsi castellum castrummá való átépítésére. A vár a középkorban az alatta fekvő hegyszorost védte. A 15. század folyamán kényelmesebb várkastéllyá építették át, régi lakótornyából pedig várkápolna lett. 1516-ban a család magvaszakadtával Bornemissza János szerzett rá adományt. A térség többi várához hasonlóan 1542-ben foglalta el a török. A lakosság Nyugat-Magyarországra, főként a mai Burgenland területére menekült. A törökök muzulmánokat és pravoszláv vlach pásztornépeket telepítettek a helyükre. A 17. században mintegy 300 ház állt a településen, többségben muzulmán vallású lakossággal. Szircs ebben az időszakban török közigazgatási központ, náhije és kádi székhelye volt.
A 17. század végén szabadult fel a török uralom alól, amikor a Hans Dünewald császári generális vezette császári csapatok 1687-ben elfoglalták és elpusztították Szircset. A török alóli felszabadulás után Szircs először kamarai oppidum volt, majd az udvar 1695-ben formálisan odaajándékozta Csernojevics Arzén ortodox pátriárkának, ő azonban ténylegesen sohasem vette birtokába. 1702-ben I. Lipót király Szabini Máriának, Kötten osztrák kamarai prokurátor özvegyének adományozta. Ekkor 57 ház állt a településen, melynek lakói mind pravoszlávok voltak. Az ő halála után 1712-ben újra visszaszállt kamarára. 1748-ban Mária Terézia pénzügyminiszterének a francia François Joseph Toussaint bárónak adta el. 1763-ban a szircsi uradalmat daruvári Jankovich Antal Pozsega vármegye alispánja vásárolta meg. Az első katonai felmérés térképén „Dorf Sziracs” néven találjuk. Betelepítése a 18. század vége felé kezdődött el, különösen 1776-ban érkeztek sokan, amikor Lika és Gorski kotar vidékéről nagyszámú horvát ajkú lakosság érkezett.
Lipszky János 1808-ban Budán kiadott repertóriumában „Szirach” néven szerepel. Nagy Lajos 1829-ben kiadott művében „Syrach” néven oppidumként 83 házzal 359 katolikus és 207 ortodox vallású lakossal találjuk.
A Magyar Királyságon belül Horvát–Szlavónország részeként, Pozsega vármegye Daruvári járásának része volt. Az 1860-as és 1870-es években Ausztria, Morvaország és Magyarország területéről, németeket, cseheket és magyarokat telepítettek be. Ez az időszak Szircs gyors fejlődésének kezdete volt. A környező erdők intenzív kitermelése 1872-ben kezdődött. 1892-ben megalakult az önkéntes tűzoltó egyesület. 1895-ben megindult a kőbányászat. A követ utak, valamint a Barcs-Pakrác vasútvonal építéséhez használták fel, ahol 1897-ben meg is indult a forgalom. Rögtön ezután a Déli Vasút megvásárolta a Szircstól keletre emelkedő hegyet, ahol újabb kőbányát nyitott a falun átvezető vasúti elágazó építéséhez. Ezzel párhuzamosan a Tüköry család folytatta a fakitermelést. A munkalehetőségek és a szép kereset újabb betelepülőket vonzott a településre.
Szircsnek 1857-ben 296, 1910-ben 421 lakosa volt. 1910-ben a népszámlálás adatai szerint lakosságának 70%-a horvát, 10%-a szerb, 9%-a német, 6%-a cseh. 3%-a magyar anyanyelvű volt. Az első világháború után 1918-ban az új szerb-horvát-szlovén állam, majd később (1929-ben) Jugoszlávia része lett. A két háború között a helyi gazdaság alapját továbbra is a faipar képezte. A „Croatia” részvénytársaság új fafeldolgozó üzemet is épített a településen. Ebben az időben telepedtek le Baricán tergermelléki és podgorjai horvátok, valamint Vicenza és Padova környékéről érkezett olaszok. 1941 és 1945 között a németbarát Független Horvát Államhoz tartozott, de stratégiai jelentőségű fekvése miatt kiemelt katonai jelentősége volt. Szircs a háború idején nemcsak községközpont, hanem katonai támaszpont is volt, ahol egyaránt jelen voltak a német „Kulturbund”, a horvát usztasa és a horvát hadsereg alakulatai. A helyi lakosság pedig úgyszintén megosztott volt a bennük való részvételben. A partizán alakulatok miután az iskola és a templom elfoglalásával letörték az usztasa és horvát egységek utolsó ellenállását 1943. június 13-án vonultak be a településre, azonban nem tudták megszilárdítani felette ellenőrzésüket. Teljesen egyik fél sem tudta uralni a települést. A horvát és német erők főként nappal, a partizánok pedig éjszaka támadtak. Mind emberben, mind anyagiakban jelentős károk keletkeztek.
A háború után a település a szocialista Jugoszláviához tartozott. Szircs közigazgatásilag egyike volt Daruvár község öt lokális központjának. Több kevesebb sikerrel indult meg a termelés főként a hagyományos fafeldolgozás területén, megalakultak az oktatási és egészségügyi intézmények, a posta, a tűzoltóság, újraindult a kulturális élet és a sport. 1991-től a független Horvátország része. 1991-ben lakosságának 86%-a horvát nemzetiségű volt. A délszláv háború eseményei 1991. május 5-én kezdődtek, amikor a településen krízis stábot alakítottak a fegyveres védelem előkészítésére és megszervezésére. Néhány nappal később megalakították az első fegyveres alakulatokat is. A szerb agresszió július 19-én vette kezdetét, amikor a szerb felkelők Purnicán megtámadták a rendőrállomást, melynek során két rendőrt megöltek, hetet pedig megsebesítettek. A helyiek rögtön tömegesen csatlakoztak a védelmi erőkhöz és csak nagyon kevés lakos hagyta el a települést. Szircs község 447 főt adott az 52. daruvári önkéntes zászlóalj 4. századába. A harcok során Szircsről 9 katona és 11 polgári személy adta életét, 39-en pedig megsebesültek. 2001-ben a hozzá tartozó településekkel együtt 2.546 lakosa volt, ebből 1.817 horvát, 363 szerb és 260 cseh. 2011-ben a községnek 2.218, a településnek magának pedig 1.416 lakosa volt.

## Lakossága

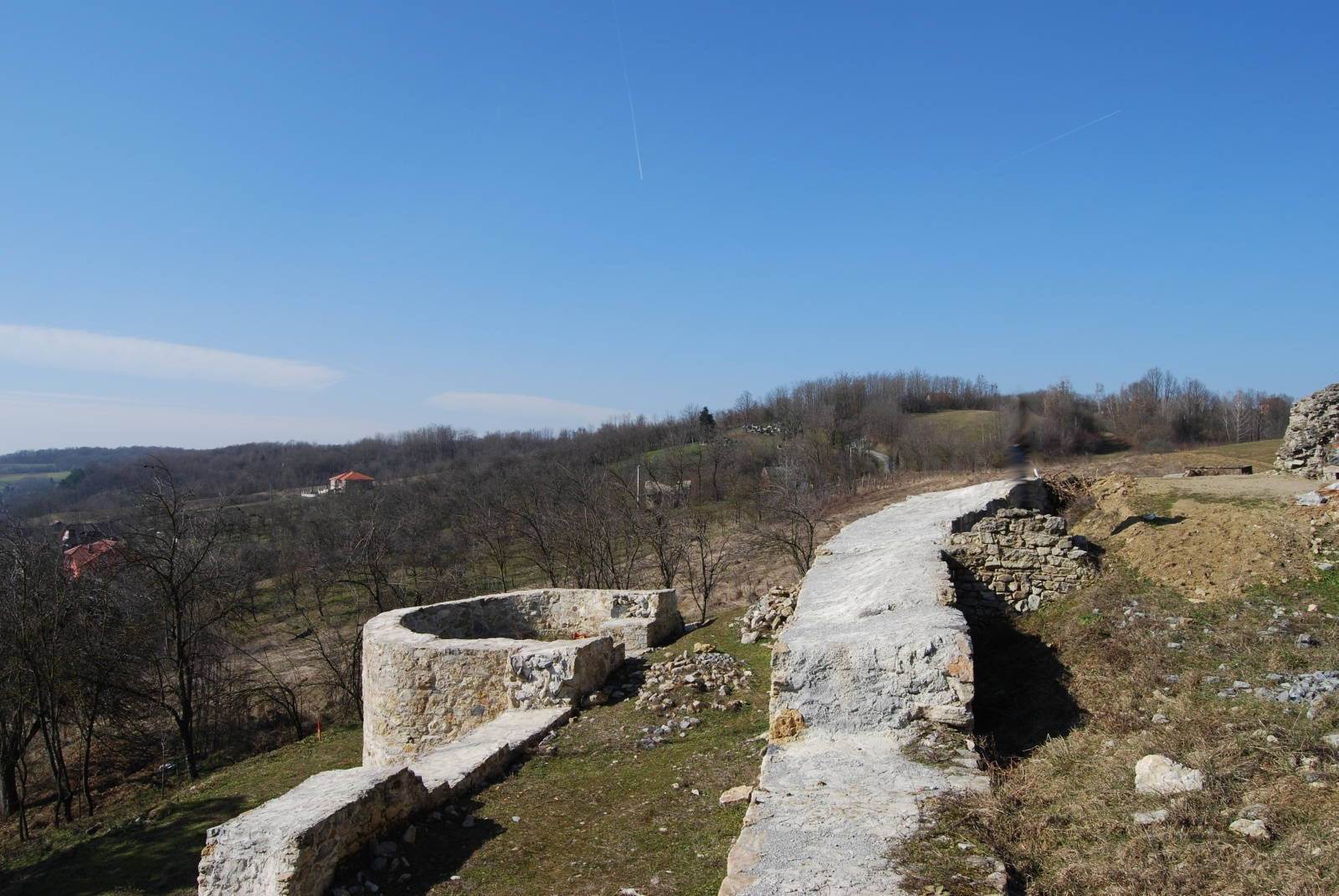
A vár konzervált maradványai

| Lakosság változása | Lakosság változása | Lakosság változása | Lakosság változása | Lakosság változása | Lakosság változása | Lakosság változása | Lakosság változása | Lakosság változása | Lakosság változása | Lakosság változása | Lakosság változása | Lakosság változása | Lakosság változása | Lakosság változása | Lakosság változása |
| ------------------ | ------------------ | ------------------ | ------------------ | ------------------ | ------------------ | ------------------ | ------------------ | ------------------ | ------------------ | ------------------ | ------------------ | ------------------ | ------------------ | ------------------ | ------------------ |
| 1857               | 1869               | 1880               | 1890               | 1900               | 1910               | 1921               | 1931               | 1948               | 1953               | 1961               | 1971               | 1981               | 1991               | 2001               | 2011               |
| 446                | 521                | 652                | 841                | 1.156              | 1.249              | 1.227              | 1.833              | 1.692              | 1.798              | 1.908              | 1.946              | 1.691              | 1.747              | 1.606              | 1.416              |

## Nevezetességei
- A település központjától keletre, a Bijela-patak völgye felett emelkedő magaslaton találhatók Szircs középkori várának jelentékeny maradványai.[7] A ma Stari Gradnak nevezett vár helyén a 13. században nemesi udvarház épült, melyet 1430-ban várrá építtetett át akkori ura Kasztellánfi Gáspár. A 15. században kényelmesebb várkastéllyá építették át. 1542-ben foglalta el a török és nagyszámú katonaságot, valamint ágyúkat helyezett el benne. Egy kisebb dzsámit is építettek a várban. A korabeli dokumentumokból kiderül, hogy a parancsnoka egy, a pakráci pasa alá rendelt aga volt. 1687-ben visszafoglalták a keresztény hadak, valószínűleg ekkor pusztult el. A várat mára csaknem teljesen feltárták, falait ahol nem volt látható mintegy méteres magasságba falazták fel. A vár szabálytalan ötszög alaprajzú, bejárata délkeleten a fal mellett húzódó két épületszárny között volt. A kaput valószínűleg torony védte, de ez ma már nem látszik. A belsővár falait utóbb egy ezt követő alakú külső fallal vették körül, melyet patkó alakú tornyok erősítettek. Ezt feltehetően még egy, jóval vékonyabb fal övezte. A falak ma szakszerűen konzerválva, néhány helyen még emeletnyi magasságban állnak.
- A várral szemben a Bijela bal partja feletti hegyen található a Turska bašta (azaz Török kert) elnevezésű régészeti lelőhely. Nagyon valószínű, hogy a középkorban itt is vár állt, melyet a törökök megerősítettek. Ma már nem látszanak a maradványai.
- A Pakra-patak szurdoka felett ott, ahol a Daruvárra, Szircsre, Voćinra és Pozsegára menő utak keresztezik egymást található a Gradina nevű régészeti lelőhely. Itt valószínűleg már a történelem előtti időben is erődítmény volt, melyet az ókorban, a középkorban, majd a török korban is használtak. A lelőhelyet ma a szircsi kőbányától lehet megközelíteni.
- Szircstől keletre a Ravna gora hegyei között a Grižina-patak bal oldalán található a Grižina-barlang, mely őskori régészeti lelőhely.
- A Legszentebb Istenanya mennybevétele tiszteletére szentelt pravoszláv parochiális templomának elődje még a 17. század végén épült. 1747-ben Sofronije Jovanović pakrác-szlavóniai püspök fatemplomot szentelt fel itt, melyet 1746-ban már egy korábbi fatemplom helyén építettek. Ez a templom egészen 1938-ig állt, amikor új, falazott templomot építettek a helyére. A II. világháború idején súlyosan megsérült. A délszláv háború során a Szircsen dúló harcokban újra megrongálódott. 1994-ben a háborús hadműveletek befejezése után a helyi hatóságok lebontását rendelték el arra hivatkozva, hogy az épület annyira rossz állapotú, hogy a környező házakat, az emberek biztonságát és a közúti forgalmat veszélyezteti. Ezt követően bontott anyagát a helyi utak feltöltésére használták fel. A romok több helyen ma is az egykori födém magasságban állnak az út kanyarulatában a várrom közelében.
- Szűz Mária látogatásának (Sarlós boldogasszony) tiszteletére szentelt római katolikus plébániatemploma[8] 1906 és 1908 között épült. Kivitelezői Štefan Golubić és František Starek pakráci mesterek voltak. Belső festését Antonini festőművész végezte. Felszentelése 1908-ban történt. 1945-ben önálló plébánia székhelye lett, mivel Miljanovac, Barica és Szircs településeket leválasztották a badljevinai plébániáról és létrehozták a szircsi plébániát. A délszláv háború során 1991 novemberének végén súlyosan megrongálták a JNA és a szerb felkelők csapatai. A háború után helyreállították. Egyhajós épület déli tájolású szentéllyel, az északi homlokzat előtt emelkedő, piramis alakú toronysisakkal fedett harangtoronnyal.
- A Szircsi hősök emlékparkját 2005. november 26-án, azon a napon nyitották meg, amikor a Horvát Nemzeti Gárda 52. önkéntes zászlóaljának 4. százada megalakult. Addig az áldozatokra csak egy temetői kereszt emlékeztetett. A park központi emlékműve egy a szircsi kőbányából származó nagy kőtömb, amely körül 12 kisebb követ helyeztek el a 12 elesett hősre emlékezve. Mindegyik kőre a helyiek körében ismert becenevük van ráírva.

## Gazdaság
Szircs gazdaságának hagyományos bevételi forrása az erdészet és a faipar. Az erdővel fedett terület nagysága ma is 10.126 hektár. Ennek haszna nemcsak a faiparban, hanem a turizmusban, különösen pedig a vadászati turizmusban jelentkezik. A turizmus fejlődésére jótékony hatással van Daruvár közelsége, további távlati lehetőséget a falusi turizmus fejlesztésben látnak. A mezőgazdaság a múlthoz képest némileg országosan is veszített jelentőségéből. A község gazdaságában sohasem játszott jelentős szerepet. Ma a lakosság kevesebb, mint 10 százaléka foglalkozik ezzel. Legfontosabb ágazatai a szőlő és gyümölcstermesztés, valamint az állattartás. Az ásványi anyagok kitermelése terén említést érdemel a kőbányászat, melynek több évszázados hagyományai vannak. A "Kamen" d.d. Sirač vállalat a község legnagyobb építőanyagipari cége.

## Oktatás
A helyi oktatás az 1882-es évben indult meg. Az első tanító Josip Šert volt, aki 42 fiúval és 19 lánnyal kezdte meg a tanévet. Az oktatás horvát és német nyelven zajlott. Az első iskolaépület 1885-re épült fel, az új épületben az oktatás 1885. január 8-án kezdődött. 1888-ban földet vásároltak az iskolaudvar számára. 1891-ben már 78, 1908-ban pedig már 124 gyermek látogatta az intézményt. 1925-ben új iskolát építettek, ez az épület ma is áll, nem más mint a Suvenir épülete. A II. világháború idején az iskola épülete volt a helyi védelem fő támaszpontja, melyet utoljára, 1943. június 13-án foglaltak el a partizánok. A harcokban az épület teljesen kiégett. 1945-ben a tanítás ideiglenesen a tanítói lakásban indult újra. Az iskola felújított épületét 1947. november 2-án nyitották meg. A mai iskolaépület felépítését 1969-ben határozta el a helyi tanács és két évi építőmunka után 1971-ben nyílhatott meg az oktatás számára.

## Kultúra
A község kulturális és művészeti egyesülete a KUD „Kamen” Sirač, melynek elődjét még Napredak néven 1925-ben alapították és a II. világháborúig működött. Az egyesület tevékenysége népdalok éneklésében, kisebb színielőadásokban, szavalóestekben nyilvánult meg. 1955-ben Katica és Stjepan Ilijević tanítók, Radmila és Miroslav Krmpotić, Jasna Draženović, Velimir Dabčević és mások megalapították KUD „August Cesarec” kulturális és művészeti egyesületet. Az első időben vidám darabokat, kabaréjeleneteket gyakoroltak be és adtak elő, de később más kulturális programokkal is felléptek. 1975 után után azonban egyre nagyobb igény jelentkezett egy kulturális és művészeti egyesület létrehozására. 1979. január 6-án Florijan és Ivanka Križ tanítók létrehozták a „Kamen” művészeti egyesületet, mely színjátszó, szavaló, folklór és tambura szekciókkal működött, majd a népszokások gyűjtésével és előadásával bővítette tevékenységét. Az egyesület ebben a formában a délszláv háborúig működött. A mai KUD „Kamen” Sirač kulturális és művészeti egyesületet 2002-ben alapították.

## Sport
A település első labdarúgóklubját még az 1930-as években „Jadran” néven alapították, majd 1946-ban nevét „Radnik”ra változtatták. Az 1970-es években alakult „Bratstvo” ifjúsági labdarúgóklubot 1977-ben „Kamen” néven egyesítették a régebbi klubbal, így alakult meg a mai is működő NK Kamen Sirač labdarúgóklub.
A „Pobjeda” Sirač sportlövészklubot 1955-ben alapították. Azóta számos sikert értek már el országos és megyei szinten.